# Halowe Mistrzostwa Europy w Lekkoatletyce 2015 – pchnięcie kulą kobiet
Pchnięcie kulą kobiet – jedna z konkurencji rozgrywanych podczas halowych lekkoatletycznych mistrzostw Europy w hali O2 Arena w Pradze. Tytułu z poprzednich mistrzostw nie broniła Niemka Christina Schwanitz.

## Rekordy
| Rekord świata                        | Helena Fibingerová | 22,50 | Jablonec, Czechosłowacja  | 19 lutego 1977(dts) |
| Rekord Europy                        | Helena Fibingerová | 22,50 | Jablonec, Czechosłowacja  | 19 lutego 1977(dts) |
| Rekord mistrzostw Europy             | Helena Fibingerová | 21,46 | San Sebastián, Hiszpania  | 13 marca 1977(dts)  |
| Najlepszy wynik na świecie w sezonie | Michelle Carter    | 19,45 | Boston, Stany Zjednoczone | 1 marca 2015(dts)   |
| Najlepszy wynik w Europie w sezonie  | Julija Leanciuk    | 19,00 | Mohylew, Białoruś         | 20 lutego 2015(dts) |

## Terminarz
| Data    | Godzina |            |
| ------- | ------- | ---------- |
| 5 marca | 16:30   | Eliminacje |
| 7 marca | 18:15   | Finał      |

## Rezultaty
| NR – rekord kraju \| WL – najlepszy tegoroczny wynik na listach światowych |
| SB – najlepszy wynik w sezonie \| PB – rekord życiowy                      |

### Eliminacje
Do eliminacji zgłoszono 15 kulomiotek. Aby awansować do finału – w którym startuje co najmniej ósemka zawodników – należało pchnąć co najmniej 17,85 m. W przypadku, gdyby rezultat ten osiągnęła mniejsza liczba kulomiotek, kryterium awansu były najlepsze wyniki uzyskane przez startujących (q).
| Poz. | Zawodniczka          | Reprezentacja | #1    | #2    | #3    | Rezultat | Uwagi |
| ---- | -------------------- | ------------- | ----- | ----- | ----- | -------- | ----- |
| 1.   | Anita Márton         | Węgry         | 18,44 |       | 00 !  | 18,44    | Q     |
| 2.   | Julija Leanciuk      | Białoruś      | 18,33 | 00 !  | 00 !  | 18,33    | Q     |
| 3.   | Alena Abramczuk      | Białoruś      | x     | 17,80 | 17,88 | 17,80    | q     |
| 4.   | Paulina Guba         | Polska        | 17,02 | 17,73 | –     | 17,73    | q,    |
| 5.   | Úrsula Ruiz          | Hiszpania     | 17,44 | x     | x     | 17,44    | q     |
| 6.   | Radosława Mawrodiewa | Bułgaria      | x     | 17,06 | 17,18 | 17,18    | q     |
| 7.   | Anastasija Podolska  | Rosja         | 16,84 | 16,77 | 16,61 | 16,84    | q     |
| 8.   | Denise Hinrichs      | Niemcy        | 16,39 | 16,67 | 16,78 | 16,78    | q     |
| 9.   | Chiara Rosa          | Włochy        | x     | 16,38 | 16,75 | 16,75    |       |
| 10.  | Fanny Roos           | Szwecja       | 16,45 | 16,61 | 16,49 | 16,61    |       |
| 11.  | Lena Urbaniak        | Niemcy        | 15,83 | 16,49 | x     | 16,49    |       |
| 12.  | Trine Mulbjerg       | Dania         | x     | 15,96 | x     | 15,96    |       |
| 13.  | Jana Kárníková       | Czechy        | x     | 15,82 | 15,95 | 15,95    |       |
| 14.  | Martina Hrašnová     | Słowacja      | x     | x     | 13,39 | 13,39    |       |
| –    | Kätlin Piirimäe      | Estonia       | DNS   | DNS   | DNS   | –        |       |

### Finał
| Poz. | Zawodniczka          | Reprezentacja | #1    | #2    | #3    | #4    | #5    | #6    | Rezultat | Uwagi |
| ---- | -------------------- | ------------- | ----- | ----- | ----- | ----- | ----- | ----- | -------- | ----- |
| 1.   | Anita Márton         | Węgry         | 18,05 | 18,39 | 18,56 | 18,29 | 18,43 | 19,23 | 19,23    | NR    |
| 2.   | Julija Leanciuk      | Białoruś      | 17,85 | 17,90 | 18,60 | x     | 18,43 | 18,47 | 18,60    |       |
| 3.   | Radosława Mawrodiewa | Bułgaria      | 17,45 | 17,83 | x     | x     | 17,61 | 17,80 | 17,83    |       |
| 4.   | Alena Abramczuk      | Białoruś      | 17,63 | x     | x     | x     | 17,53 | x     | 17,63    |       |
| 5.   | Paulina Guba         | Polska        | 16,95 | 17,05 | 17,47 | x     | x     | 17,03 | 17,47    |       |
| 6.   | Denise Hinrichs      | Niemcy        | 16,82 | 17,35 | 16,94 | x     | 16,94 | 17,04 | 17,35    |       |
| 7.   | Anastasija Podolska  | Rosja         | 16,71 | 16,81 | x     | x     | x     | 16,42 | 16,81    |       |
| 8.   | Úrsula Ruiz          | Hiszpania     | 16,02 | x     | x     | x     | 16,07 | x     | 16,07    |       |